# 新田八郎
新田 八郎（にった はちろう、1908年（明治41年） - 1989年（平成元年））は、昭和期の歌手。

## 経歴
青森県出身。日本音楽学校出身。1931年（昭和6年）デビュー。1939年（昭和14年）ころビクターの専属となり、1940年（昭和15年）8月、ビクターで「ラバウル小唄」の元唄となった「南洋航路」（作詞若杉雄三郎、作曲島口駒夫）を発売。彼は前線慰問に行った際、この曲ばかり唄っていたため、その場にいた兵士が、替え歌の「ラバウル小唄」を作ったといわれている。1989年（平成元年）に死去した（享年81）。
| スタブアイコン | サブスタブ | この項目は、まだ閲覧者の調べものの参照としては役立たない、歌手に関連した書きかけの項目です。この項目を加筆・訂正などしてくださる協力者を求めています（P:音楽/PJ:芸能人）。 |